# Bernhard Clairon d’Haussonville
Bernhard Joseph Ernst Graf Clairon d’Haussonville (* 3. Oktober 1795 in Ober Gläsersdorf; † 30. November 1857 in Breslau) war ein preußischer Generalmajor.

## Leben

### Herkunft
Bernhard entstammte dem schlesischen Adelsgeschlechts Clairon d’Haussonville. Seine Eltern waren der Erbherr auf Ober Gläsersdorf bei Lüben, Karl Graf Clairon d’Haussonville und dessen Ehefrau Johanne Friederike Louise, geborene von Doering († 1841).

### Militärkarriere
Clairon absolvierte zunächst ein Studium an der Universität Breslau. Am 20. Februar 1813 trat er als freiwilliger Jäger in das 7. Schlesische Landwehr-Kavallerieregiment der Preußischen Armee ein und avancierte am 6. Juni 1813 zum Sekondeleutnant. Clairon nahm während der Befreiungskriege an den Schlachten bei Dresden, Kulm, Leipzig, der Belagerung von Erfurt sowie den Gefechten bei Luxemburg, Thionville, Metz, Nancy und Longwy teil.
Am 28. Mai 1816 wurde er dem 12. Husarenregiment aggregiert und am 14. Januar 1817 einrangiert. Dort avancierte er am 22. Juni 1818 zum Premierleutnant und am 18. Juni 1824 zum Rittmeister. Am 19. März 1839 wurde er zur Türkei kommandiert, stand jedoch bereits am 30. März 1840 als Major erneut beim 12. Husarenregiment. Ab dem 22. März 1843 war Clairon als etatmäßiger Stabsoffizier beim 5. Husarenregiment tätig und wurde am 9. März 1848 mit der Führung des 1. Husaren-Regiments (genannt 1. Leib-Husaren-Regiment) beauftragt. Am 7. Mai ernannte man ihn zum Regimentskommandeur. Seine Beförderung zum Oberstleutnant erfolgte am 19. November 1849 und die zum Oberst am 19. April 1851. Selben Jahres am 6. August erhielt er den Roten Adlerorden III. Klasse mit Schleife. Am 22. März 1853 wurde Clairon Kommandeur der 5. Kavallerie-Brigade und am 7. April à la suite des 1. Husaren-Regiments gestellt. Er wurde am 13. Juli 1854 zum Generalmajor befördert und erhielt am 5. Januar den Roten Adlerorden II. Klasse mit Eichenlaub, bevor Clairon am 22. Oktober 1856 seinen Abschied mit Pension erhielt.

### Familie
Clairon vermählte sich in erster Ehe 1824 in Sangerhausen mit der Kaufmannstochter Sophie Adelheid Henriette Kayser (1801–1825) und in zweiter Ehe 1832 in Gotha mit Ida von Wangenheim (1807–1838). Aus zweiter Ehe sind zwei Söhne hervorgegangen.
- Artur (1834–1898), königlich preußischer Feldjäger und königlich sächsischer Forstmeister ⚭ 1868 Therese Adloff (Forsthaus Colpin)
- Maximilian (1836–1899), Jurist, Landrat und Regierungspräsident ⚭ 1864 Ella (Tusnelda) von Garnier-Turawa (* 30. Dezember 1843)[2]